# زمین‌لرزه ۲۳۵ دامغان
زمین لرزه سال ۲۳۵ (هجری) دامغان ششمین زمین لرزه مرگبار در طول تاریخ ثبت شده جهان است. این زمین لرزه ۲۰۰٬۰۰۰ کشته به جای گذاشت و در تاریخ ۲۲ دسامبر ۸۵۶ رخ داد. مرکز زمین لرزه در نزدیکی دامغان بود که در آن زمان مرکز استان قومس بود. این زمین لرزه شهر قومس پایتخت سابق اشکانیان را به‌طور کامل ویران کرد. این زمین لرزه به قدری شدید بود که منطقه قومس بعد از وقوع این حادثه رها شد.